# Stadion města Plzně
Lo Stadion města Plzně ("stadio della città di Pilsen"), noto per motivi di sponsorizzazione come Doosan Arena, è uno stadio polisportivo di Plzeň, in Repubblica Ceca. Si trova nel Parco Štrunc vicino alla confluenza dei fiumi Mže e Radbuza.
Lo stadio è attualmente utilizzato soprattutto per le partite di calcio ed è la sede del FC Viktoria Plzeň. Ha una capacità di circa 12.000 persone.
È conosciuto anche come Stadion ve Štruncových sadech (Štrunc Park Stadium), dal nome del famoso calciatore locale Stanislav Štrunc.
Lo stadio è stato inaugurato nel 1955 per la Spartachiadi regionale. Dopo diversi lavori la sua capacità era arrivata fino a 35.000 persone, 7600 delle quali sedute. Nel 2002-2003 lo stadio è stato sottoposto alla ristrutturazione per soddisfare le esigenze della Federcalcio della Repubblica Ceca e la sua capacità si è significativamente ridotta a 7425 persone.
Nell'aprile del 2011, con un costo lavoro di circa 360 milioni di corone lo stadio è stato modernizzato secondo i criteri della ricostruzione UEFA. Mentre era in corso, la capacità dello stadio è stata ridotta a 3500 spettatori. A fine agosto 2011, parte della ricostruzione era terminata, lasciando lo stadio con una nuova capacità di circa 8.500 persone. Nel mese di dicembre 2011, la ricostruzione è stata completata con una capacità conseguente di quasi 12000 spettatori.